# Raphael Matos

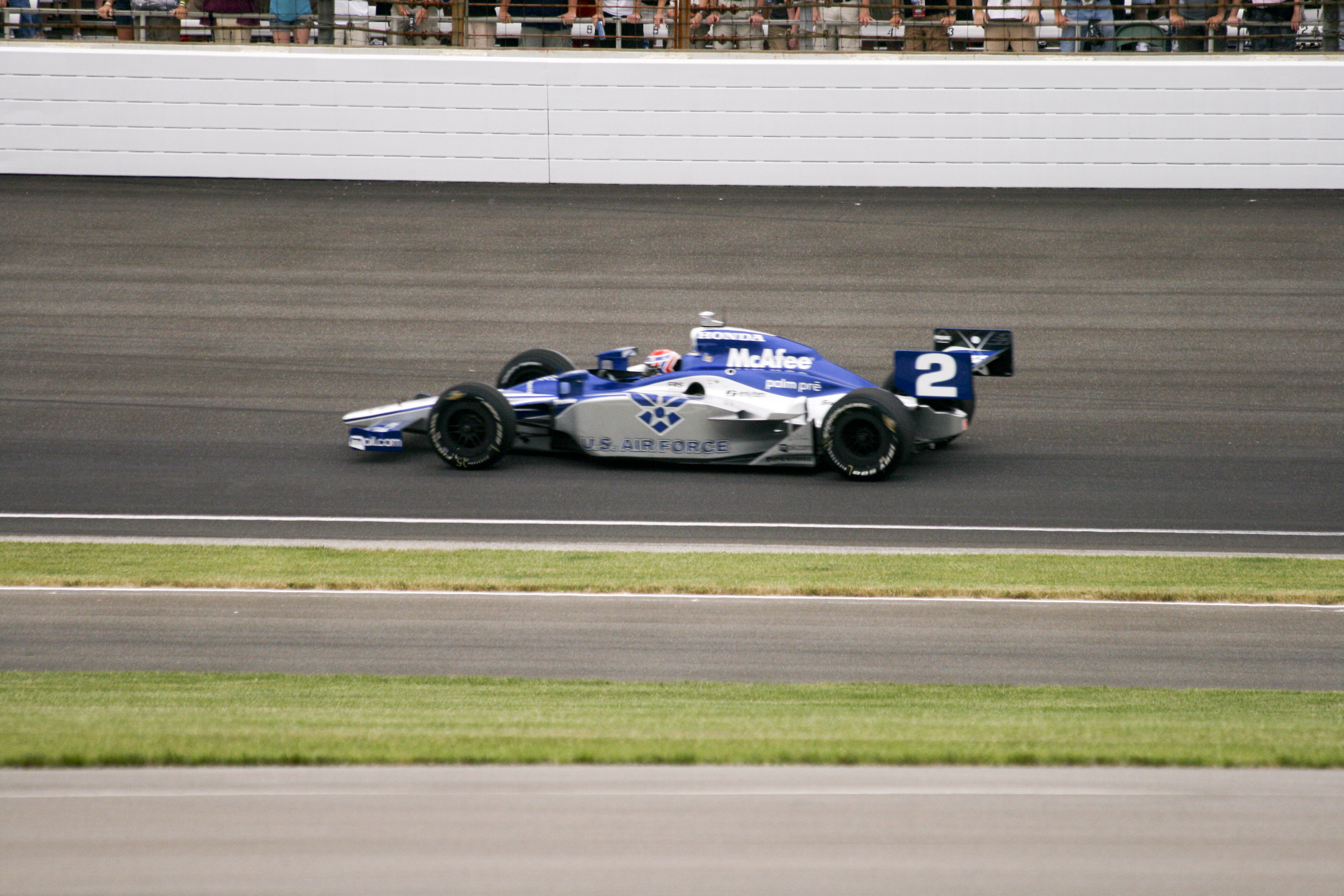
Raphael Matos podczas wyścigu Indianapolis 500 w 2009 roku

Raphael Matos (ur. 28 sierpnia 1981 roku w Belo Horizonte) – brazylijski kierowca wyścigowy.

## Początek kariery
Karierę rozpoczął w gokartach w rodzinnej Brazylii; w 2002 roku przybył do Stanów Zjednoczonych. Tutaj ścigał się najpierw w cyklu Formula Dodge, prowadzonym przez Skipa Barbera, a potem w Mazda Series. W obu zdobył tytuł mistrzowski.

## Toyota Atlantic / Indy Lights
W 2006 roku przeniósł się do cyklu Toyota Atlantic, będącym bezpośrednim zapleczem serii Champ Car. W pierwszym sezonie startów wywalczył tytuł mistrzowski i zarazem premię w wysokości dwóch milionów dolarów, która miała być przeznaczona na angaż w jednym z zespołów Champ Car. Jednak jeszcze przed ogłoszeniem unifikacji Champ Car z Indy Racing League, Matos ogłosił podpisanie umowy z ekipą Andretti Green na występy w cyklu Firestone Indy Lights, będącym z kolei zapleczem IRL. Ta decyzja wzbudziła sporo kontrowersji, choć po unifikacji obu głównych serii na kontynencie amerykańskim, ewentualny angaż Matosa w Champ Car i tak nie doszedłby do skutku.
Podobnie jak w Toyota Atlantic, również w Indy Lights okazał się bezkonkurencyjny, zdobywając tytuł mistrzowski. W międzyczasie wziął udział w kilku rundach cyklu A1 Grand Prix, a także wystąpił w barwach Andretti-Green Racing w 12 Godzinach Sebring oraz 24 Godzinach Daytona, zaliczanych do punktacji American Le Mans Series.

## IRL IndyCar Series
W 2009 roku został kierowcą Luczo-Dragon Racing; zespołu debiutującego w pełnym wymiarze w serii IndyCar. Wcześniej ekipa, której właścicielami są Stephen Luczo oraz syn Rogera Penske, Jay, zaliczyła tylko siedem wyścigów w przeciągu dwóch lat.
Podczas Indianapolis 500 spowodował wypadek, w którym złamania żeber doznał Vítor Meira. Sezon zakończył na 13. miejscu dodatkowo zdobywając tytuł najlepszego nowicjusza (Rookie of the year). Najlepsze miejsce jakie zajął w wyścigu to szóste na torze Milwaukee Mile.
Kolejny sezon z zespołem zakończył na 14. pozycji, a najlepsze miejsce w wyścigu jakie zajął to czwarte (dwukrotnie). Na sezon 2011 długo nie mógł znaleźć zatrudnienia. Ostatecznie udało mu się podpisać kontrakt na kilka wyścigów z zespołem AFS Racing.

## Starty w karierze
| Sezon     | Seria              | Zespół                           | Starty | PP | Zwyc. | Punkty | Pozycja |
| --------- | ------------------ | -------------------------------- | ------ | -- | ----- | ------ | ------- |
| 2004      | Star Mazda         | Hearn Motorsports                | 9      | 1  | 0     | 244    | 7.      |
| 2005      | Star Mazda         | Ocean Tomo Racing                | 12     | 3  | 4     | 453    | 1.      |
| 2006      | Formuła Atlantic   | Sierra Sierra Enterprises        | 12     | 4  | 1     | 205    | 4.      |
| 2006      | Indy Lights        | Guthrie Racing                   | 4      | 1  | 2     | 154    | 10.     |
| 2006/2007 | A1 Grand Prix      | A1 Team Brazil                   | 6      | 0  | 0     | 9      | 18.     |
| 2007      | Formuła Atlantic   | Sierra Sierra Enterprises        | 12     | 5  | 6     | 341    | 1.      |
| 2008      | Indy Lights        | AFS Racing/Andretti Green Racing | 16     | 5  | 3     | 510    | 1.      |
| 2009      | IRL IndyCar Series | Luczo-Dragon Racing              | 17     | 0  | 0     | 312    | 13.     |
| 2010      | IRL IndyCar Series | de Ferran/Luczo-Dragon Racing    | 17     | 0  | 0     | 290    | 14.     |
| 2011      | IRL IndyCar Series | AFS Racing                       | 4      | 0  | 0     | 67     | 30.     |

## Starty w Indianapolis
| Rok  | Nadwozie | Silnik | Start | Wynik | Uwagi   |
| ---- | -------- | ------ | ----- | ----- | ------- |
| 2009 | Dallara  | Honda  | 12    | 22    | Wypadek |
| 2010 | Dallara  | Honda  | 12    | 29    | Wypadek |